# Jean Focas

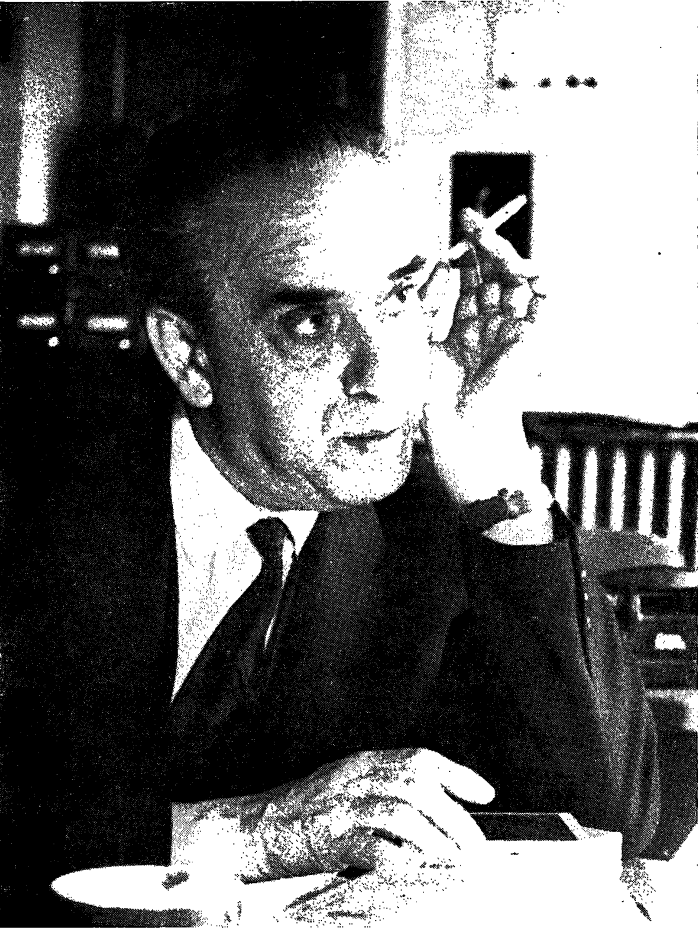
Jean Focas

Jean-Henri Focas (griechisch Ιωάννης Ε. Φωκάς, * 20. Juli 1909 in Korfu; † 3. Januar 1969 in Athen) war ein franko-griechischer Astronom.

## Leben
Jean Focas gilt als einer der letzten großen visuellen Planetenbeobachter. Er erhielt seine Ausbildung am Nationalen Observatorium Athen und wandte sich dann allmählich den französischen Observatorien in Pic du Midi und in Meudon zu. Seit 1964 hat er sich in Frankreich niedergelassen.
In Meudon baute er  unter Bernard Ferdinand Lyot das Planetary Photographic Data Center der IAU auf.
Focas ist für seine umfangreichen photometrischen, polarimetrischen und kartographischen Untersuchungen des Planeten Mars bekannt.
Jean Focas verstarb am 3. Januar 1969 in Athen an einem Herzanfall, während er sich auf einer Urlaubsreise in seinem Heimatland aufhielt.
Im Jahre 1970 benannte die IAU den Mondkrater Focas offiziell nach Jean Focas. Es folgten 1973 die Benennung des Marskraters Focas und 1985 die Benennung der Rimae Focas auf dem Mond.

## Veröffentlichungen
- Jean Focas: Observations of Saturn's Ring. In: Astronomische Nachrichten. Band 263, 1937, S. 15 (englisch, harvard.edu [PDF] Beobachtungen des Saturnrings).
- Jean Focas: La Planète Saturne. Hrsg.: Societé Astronomique. 1948, S. 1–3 (französisch, harvard.edu [PDF] Der Planet Saturn).
- Jean Focas: Étude Photométrique et Polarimétrique des Phénomènes Saisonniers de la Planéte Mars. In: Annales d'Astrophysique. Band 24, 1961, S. 309–325 (französisch, harvard.edu [PDF] Photometrische und polarimetrische Untersuchung der jahreszeitlichen Phänomene auf dem Planeten Mars).
- J. Focas, C. J. Banos: Preliminary Results Concerning the Atmospheric Activity of Jupiter and Saturn. In: Annales d'Astrophysique. Band 25, 1963, S. 36–45 (englisch, harvard.edu [PDF] Vorläufige Ergebnisse über die atmosphärische Aktivität von Jupiter und Saturn).
- J. Focas, A. Dollfus: Recherche Géologique Lunaire. In: Proceeding of the First Lunar International Laboratory (LIL) Symposium Research in Geosciences and Astronomy. Springer, 1966, S. 20–27, doi:10.1007/978-3-662-25087-7_3 (französisch, springer.com – Mondgeologische Forschung).
- J. Focas: Transparence de l'Atmosphère Martienne et Visibilité des Détails de la Surface dans le Bleu et Ultra-Violet. In: Moon and Planets – International Space Science Symposium. 1967, S. 253–255 (französisch, Transparenz der Marsatmosphäre und die Sichtbarkeit von Oberflächendetails in blau und ultraviolett).